# Jean-Charles Balty
Jean-Charles Balty, né le 26 février 1936 à Béziers est un archéologue et historien franco-belge.